# Vazeilles-Limandre
 Vazeilles-Limandre  es una población y comuna francesa, situada en la región de Auvernia, departamento de Alto Loira, en el distrito de Le Puy-en-Velay y cantón de Loudes.

## Demografía
| 294 | 263 | 259 | 224 | 202 | 211 | 249 |
| Para los censos de 1962 a 1999 la población legal corresponde a la población sin duplicidades (Fuente: INSEE [Consultar]) |     |     |     |     |     |     |